# Omfori
L'isola di Omfori è un isolotto disabitato della Grecia, situata nel Mar Ionio. Amministrativamente fa parte del comune di Itaca.